# Ескадрилья

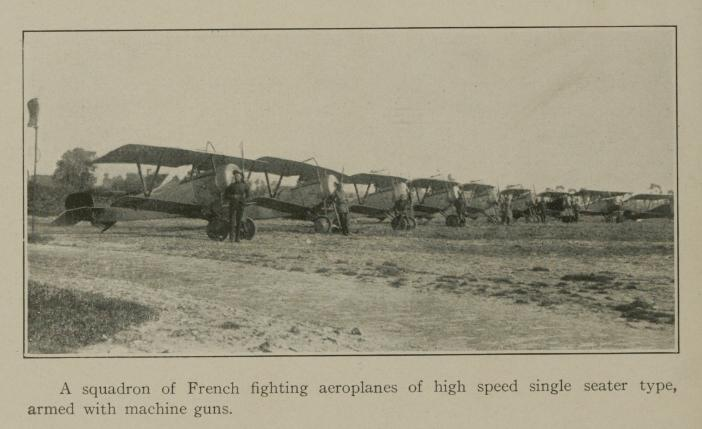
Ескадрилья

Ескадри́лья (фр. escadrille — маленький ескадрон) — у військово-повітряних силах, армійській або морській авіації — підрозділ, що складається з кількох військових літаків та їхніх екіпажів, зазвичай одного типу, як правило, від 12 до 24, іноді розділених на три або чотири ланки, залежно від типу літака і повітряних сил. Наземні ескадрильї, оснащені літаками більш важкого типу, такими як дальні бомбардувальники, вантажні літаки або заправники, мають близько 12 літаків, тоді як більшість наземних винищувачів мають стандартну кількість від 18 до 24 літаків.
У морській авіації, ескадрильї морського та наземного базування зазвичай мають меншу кількість літаків, починаючи від 4-х для раннього попередження до 12 для винищувачів/атаки.
У більшості збройних сил, дві або більше ескадрильї утворюють групу або крило. Деякі військово-повітряні сили (включаючи ВПС США, Королівські повітряні сили Нідерландів, Бельгійський повітряні сили, повітряні сили Німеччини, ВПС та ВПС Республіки Сінгапур) також використовують термін «ескадрилья» для нелітаючих наземних підрозділів (наприклад, радіолокаційні ескадрильї, ракетні ескадрильї, ескадрильї технічного обслуговування літаків, ескадрильї сил безпеки, ескадрильї цивільної інженерії, ескадрильї полігонів, ескадрильї погодних умов, медичні ескадрильї, тощо).

## Зміст
Перші спроби формування ескадрильї були здійснені у Франції напередодні Першої світової війни, в 1912 році. Спочатку, таким терміном назвали групу різнорідної авіації, яка водночас була здатна виконувати схожі завдання: вести повітряну розвідку, діяти як винищувачі, проводити бомбардування тощо. Як правило, вони нараховували не більш ніж 6 аеропланів в кожній. З початком світової війни ескадрилья стає базовим автономним формуванням у військовій авіації у Збройних силах Франції.
Згодом до штату ескадрилей почали надходити лише однотипні літаки, вони мали постійний льотний та наземний аеродромний склад, а також наземний транспорт та розкладні польові ангари . На середину 1915 року у французьких ВПС вже було 119 ескадрилей 10 типів: 14 винищувальної авіації, 50 — бомбардувальної, решта включала в себе формування розвідувальної, корегувальної та авіації зв'язку.
За час Верденської битви 1916 року ескадрильї винищувальної авіації почали перекомпоновувати у більші структури для оптимізації керування ними та легкості управління в бою.
За часів Другої світової війни типова британська ескадрилья мала 18 бойових літаків, американська від 24 до 40. Водночас, Французькі ПС дотримувались цифри 12, польські ВПС — 10 та італійські — 9. Звичайно 2-3 ескадрильї в британських ПС формували крило (англ. Wing), у Люфтваффе — штаффель (нім. Staffel), у Франції та Італії — групу (фр. Groupe або італ. gruppo відповідно), Польщі — дивізіон (пол. dywizjon). Німецький «штаффель», як правило, мав половину від чисельності англо-американців.